# 錯生
《錯生》（英語：Webisode）是一部由華誼兄弟出品，讲述男同性恋情的中国网络同志剧，由導演單嘯天執導，改编自王泡小泡的网络同志小說《錯生的瞳孔》。該劇於2016年8月31日在中國響巢看看播出，由楊業明、姚望、董又霖、本兮、Rohar主演。

## 演员阵容

### 主要角色
| 演員   | 角色     | 關係/暱稱 |
| 姚望   | 光光     | 速遞員 曉樂之室友 雪貽之兒子 因與宇文沁有相似的地方，宇文佑天對其產生疼爱之心 第6集因交通意外而與袁願靈魂互換，需108日後才能恢復，後於第10集換回靈魂 與袁願靈魂互換期間，於第7集假裝皇甫斐男友，第8集成為藝人 第10集被雪貽錯手殺死 |
| 姚望   | 宇文沁   | 宇文佑天之亡弟 因車禍去世 喜歡聽五月天歌曲《突然好想你》 |
| 楊業明 | 宇文佑天 | 宇文Boss（袁願專用） Y娛樂公司老闆 宇文沁之兄 因光光與弟弟有相似的地方，對光光產生疼爱之心 |
| 董又霖 | 肖冉     | 肖哥（光光專用） 保安 因光光努力工作的形象與其十分的相像，對其甚有關懷、照顧及好感 |
| 葉禹含 | 皇甫斐   | 皇甫 Y娛樂公司旗下藝人，於第9集宣佈退出娛樂圈 喜歡袁願 在光光與袁願靈魂互換期間，於第7集假裝光光女友 雪貽之繼女 |
| 本兮   | 袁願     | 宇文佑天之助手 隋風之女友，於第2集分手 第6集因交通意外而與光光靈魂互換，需108日後才能恢復，後於第10集換回靈魂 |

### 其他角色
| 演員   | 角色   | 關係/暱稱                                                                      |
| 婁清   | 娟姐   | 皇甫斐之經理人 幫助雪貽向宇文佑天報復                                          |
| 王順雙 | 曉樂   | 速遞員，第8集成為藝人 光光之室友                                               |
| 黃千碩 | 隋風   | 袁願之男友，於第2集分手                                                        |
| 溫澤輝 | 尚野   | Y娛樂公司藝術總監，於第1集表面上被解雇，但實為宇文佑天派出臥底，以阻止雪貽報復 |
| 褚楚   | 雪貽   | 皇甫斐之繼母 光光之母 喜歡宇文佑天，但遭其拒絕，於是向其及皇甫斐報復           |
| 王木木 | 糖塊   | 於皇甫斐家居住，並喜歡她                                                       |
| 潔瓊   | 莉莎   | Y娛樂公司職員                                                                  |
| 藝強   | 萌萌噠 | Y娛樂公司職員 幫助雪貽向宇文佑天報復                                           |
| 毛金玲 | 小三   | 隋風之外遇                                                                     |
| 李雲   | 林阿姨 |                                                                                |
| 璟陽   |        | 男同志 快遞顧客                                                                |
| 呂建剛 |        | 皇甫斐之父 雪貽之夫                                                            |
| 阿聰   | 導演   |                                                                                |
| 戴婕妤 | 小女孩 | 於街邊售賣草帽                                                                 |
| 陳大雄 | 鄭老闆 | 打算與皇甫斐商討合作，但不成功                                                 |
| 繆利聖 |        | 樂器店老闆                                                                     |
| 夏嘉   | 老李   | 酒吧老闆 皇甫斐出道前於其酒吧駐唱                                              |
| 寶兒   |        | 天堂火車站售票員                                                               |
| 章嚴勻 |        | 女同事                                                                         |
| 楊洋   |        | 健身室客人                                                                     |
| 安占軍 |        | 保安大叔                                                                       |
| 周子吉 |        | 保安                                                                           |
| 黃彬   | 記者甲 |                                                                                |
| 駱家林 | 記者乙 |                                                                                |
| 來小蘭 |        | 大媽                                                                           |

## 主題曲
| 曲名         | 演唱   | 作曲   | 作詞   | 備註   |
| 暗戀故事情節 | 本兮   | 本兮   | 本兮   | 片頭曲 |
| 他不願       | 張陽陽 | 李泊龍 | 李泊龍 | 片尾曲 |
| 總是         | 董又霖 | 李泊龍 | 李泊龍 | 插曲   |
| 不做陌生人   | 董又霖 | 陳威全 | 吳易緯 | 插曲   |
| 下雪的季節   | 本兮   | 本兮   | 本兮   | 插曲   |

## 幕後人員
- 出品人：楊劍、昔米
- 出品人：昔米
- 製作人：李泊龍
- 編劇：一歐、李泊龍
- 原著：王泡小泡
- 藝人總監：李泊龍
- 藝人統籌：汪丹、曾姍姍
- 導演：單嘯天
- 場記：虞正男